# Kruta Balka, Novi Sanjarî
Kruta Balka (în ucraineană Крута Балка) este localitatea de reședință a comunei Kruta Balka din raionul Novi Sanjarî, regiunea Poltava, Ucraina.

## Demografie
Componența lingvistică a localității Kruta Balka
     Ucraineană (97,05%)
     Rusă (2,95%)
Conform recensământului din 2001, majoritatea populației localității Kruta Balka era vorbitoare de ucraineană (97,05%), existând în minoritate și vorbitori de rusă (2,95%).